# Поялна лампа
Поялна лампа или лампа за спояване е нагревателен уред (изобретен в Швеция от Карл Рикард Нюберг, 1881 г.), в който при горенето изходното вещество (спирт, керосин, бензин) се предава до изпарителя в газообразно състояние, а струята от горелката увлича кислорода от въздуха, подобно на това при пулверизатора.
Обемът на резервоара на поялната лампа е обикновено 0,1 – 2 L. Топлинната им мощност е 0,5 kW – 3 kW (регулира се с подаването на горивото).
Поялните лампи, работещи с керосин и спирт, трябва да имат по-голям изпарител.
Уред, който работи на същия принцип, е примусът.

## Използване
Поялната помпа се използва за:
- За нагряване на детайлите и топене на припоя в процес на спояване,
- За заварка на някои материали при температура до 1000-1100 °C,
- За изгаряне на стари покрития от боя, за да се свалят,
- За нагряване на замръзнали водни инсталации,
- За разглобяване на ръждясали железни винтови съединения и други.

## Устройство
Поялната лампа има резервоар за горивото. Отгоре върху резервоара е закрепена горелката. Резервоарът е закрит с капак с уплътнител. С помощта на ръчна помпичка се повишава налягането в резервоара. Под действие на високото налягане горивото от резервоара през тръбата и вентила стига до дюзата на горелката. Преди достигането до дюзата горивото преминава през тръбата, която се нагрява от пламъка на горелката и се изпарява.
Стандартен състав на лампата:
- Резервоар за гориво
- Дръжка
- Херметично затварящ се отвор – за гориво
- Бутална помпа с клапан
- Тръба за подаване на гориво към изпарителя
- Иглов кран за регулиране на горивото.
- Изпарител, в който след нагряването постъпващото гориво преминава в газообразно състояние.
- Дюза – разполага се в края на тръбата за гориво и насочва газообразното гориво към ежектора.
- Ежектор – най-горещата част на лампата и представлява продължение на изпарителя.

## Техника за безопасност
Освен очевидната пожароопасност, лампата представлява взривоопасен уред, тъй като в резервоара се намира смес от пари на горивото и въздух и освен това резервоарът се нагрява по време на работа. Затова при използването на лампата трябва да се спазват правилата за безопасна работа, а именно:
- Да не се допуска нагряването на резервоара над 50 °C;
- Да не се отваря капакът на резервоара и да не се прави зареждане при работеща или още неизстинала лампа.
- Да не се създава в лампата излишно налягане, в лампата да не се използва различно гориво от оригиналното.
- Да се внимава за херметичността на клапаните на помпата и съединенията.
- При транспорт да няма гориво в резервоара.
- Освен това при работа в затворено помещение трябва да е осигурена вентилация.

Счита се, че по-безопасна е работата с лампа с пропан-бутан, защото в резервоара има само пропан-бутан. Още по-безопасна е работата с електрическа енергия с пистолет за горещ въздух.
|  | Тази страница частично или изцяло представлява превод на страницата „Паяльная лампа“ в Уикипедия на руски. Оригиналният текст, както и този превод, са защитени от Лиценза „Криейтив Комънс – Признание – Споделяне на споделеното“, а за съдържание, създадено преди юни 2009 година – от Лиценза за свободна документация на ГНУ. Прегледайте историята на редакциите на оригиналната страница, както и на преводната страница, за да видите списъка на съавторите. ВАЖНО: Този шаблон се отнася единствено до авторските права върху съдържанието на статията. Добавянето му не отменя изискването да се посочват конкретни източници на твърденията, които да бъдат благонадеждни. |